# Acmena
Genre
Classification phylogénétique
Acmena est un genre de plantes à fleurs de la famille des Myrtaceae. Il comprend quinze espèces d'arbres ou de buissons dont six sont originaires d'Australie, les autres de Malaisie.
Plusieurs espèces du genre Eugenia ont été déplacées dans les genres Acmena et Syzygium. Ce sont trois genres très proches.
En anglais, ses espèces sont communément appelées, tout comme leurs cousines du genre Syzygium, « lilly pillies »
Les feuilles sont consommées par des espèces de chenilles comme Aenetus ligniveren, qui creusent des galeries dans le tronc.

## Quelques espèces
- Acmena hemilampra
- Acmena ingens (F.Muell. ex C.Moore) Guymer & B.Hyland
- Acmena smithii (Poir.) Merr. & L.M.Perry

## Étymologie
- Le nom du genre vient du grec et signigie « abondant ».